# Казынет
Казыне́т — станционный посёлок в Аскизском районе Хакасии.

## География
Находится в 115 км к западу от райцентра — с. Аскиз.

## История
Станция образована в 1953 в связи со строительством железной дороги Абакан — Новокузнецк.

### Происшествия
В ночь с 13 на 14 августа 1989 года на станции было совершено резонансное преступление. В результате бытовой ссоры четверо путейцев и милиционер убили семерых подростков и сымитировали их гибель под колёсами поезда. Убитые приехали из Междуреченска Кемеровской области собирать шишки. Преступников установили только через несколько лет, в 1995 году приговорили к смертной казни, но тут же освободили по причине  моратория и окончательно осудили только в 2001 году.

## Население
| 2010 |
| ---- |
| 18   |

Национальный состав
На 1.01.2004 года 17 хакасов и 1 русский.